# Catherine Ekuta
Catherine Ewa Ekuta (sinh ngày 25 tháng 11 năm 1979 tại Lagos) là một Judoka người Nigeria thi đấu ở hạng mục nhẹ của phụ nữ. Cô nhặt được một huy chương vàng và hai huy chương đồng cho mỗi hạng cân 57 kg tại Thế vận hội toàn châu Phi (1999 (Đồng), 2003 (Vàng) và 2007 (Đồng)). Huy chương vàng là vào năm 2003 All-Africa Games (Coja) Nigeria, hạng 57 kg cô đủ tiêu chuẩn và đại diện cho quốc gia Nigeria của mình tại Thế vận hội mùa hè 2004.
Ekuta đủ điều kiện cho đội hình judo Nigeria hai thành viên trong lớp hạng nhẹ nữ (57 kg) tại Thế vận hội Mùa hè 2004 ở Athens, bằng cách giành Huy chương Vàng năm 2003 Thế vận hội toàn châu Phi (Coja) Nigeria, hạng 57 kg), cô cũng đứng thứ ba và nhận được một bến từ Giải vô địch châu Phi ở Tunis, Tunisia. Ekuta đã nhận được một lời tạm biệt trong vòng khai mạc, trước khi ném chiếu xuống một chiếc ippon và một tay áo nâng và kéo hông (sode tsurikomi goshi) từ Lena Gldi của Thụy Sĩ chỉ còn bốn mươi bốn giây trong trận đấu đầu tiên.